# António José Teixeira
António José Teixeira (Covilhã, 1961) é um jornalista, comentador político e professor universitário português.
É licenciado em Comunicação Social pela Faculdade de Ciências Sociais e Humanas da Universidade Nova de Lisboa (NOVA FCSH). Começou a sua carreira na década de 1970, na Rádio Altitude da Guarda. Na Guarda, foi ainda correspondente da Gazeta dos Desportos. Em Lisboa, passou pela Rádio Comercial, TSF, Diário de Lisboa, Diário de Notícias e Jornal de Notícias. Foi diretor do Diário de Notícias e subdiretor da TSF e do Jornal de Notícias. No início de 2008, assume a direção da SIC Notícias, sendo ainda subdiretor de informação da SIC. Em 2015, passa a diretor adjunto de Informação da RTP (cargo que exercerá até janeiro de 2020) e diretor editoral da Revista XXI, pertencente à Fundação Francisco Manuel dos Santos. Foi diretor de Informação da RTP até 24 de junho de 2025, tendo sido demitido pela administração.
Foi diretor da licenciatura de Comunicação e Jornalismo da Universidade Lusófona de Humanidades e Tecnologias e professor na NOVA FCSH.